# Territorialprälatur Humahuaca
Die Territorialprälatur Humahuaca (lateinisch Territorialis Praelatura Humahuacensis, spanisch Prelatura de Humahuaca) ist eine in Argentinien gelegene römisch-katholische Territorialprälatur mit Sitz in Humahuaca.

## Geschichte
Die Territorialprälatur Humahuaca wurde am 8. September 1969 durch Papst Paul VI. mit der Päpstlichen Bulle Praeclarisima exempla aus Gebietsabtretungen des Bistums Jujuy errichtet und dem Erzbistum Salta als Suffragan unterstellt.

## Prälaten von Humahuaca
- José María Márquez Bernal CMF, 1973–1991
- Pedro María Olmedo Rivero CMF, 1993–2019
- Florencio Félix Paredes Cruz CRL, seit 2019

## Weblinks

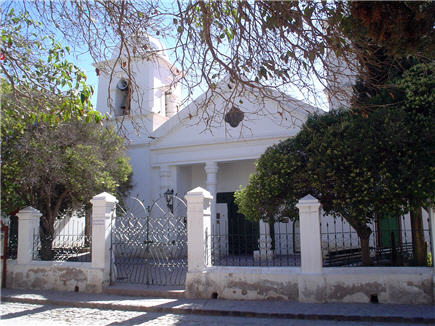
Kathedrale Nuestra Señora de la Candelaria in Humahuaca